# Saxton Ridge
Saxton Ridge ist ein Gebirgskamm im ostantarktischen Mac-Robertson-Land. Er erstreckt sich in der Aramis Range der Prince Charles Mountains unmittelbar südlich des Thomson-Massivs.
Kartiert wurde er anhand von Luftaufnahmen der Australian National Antarctic Research Expeditions aus dem Jahr 1956. Das Antarctic Names Committee of Australia (ANCA) benannte ihn nach Richard Alan Saxton (1923–2011), leitender Offizier auf der Wilkes-Station im Jahr 1963.